# Stadtamhof

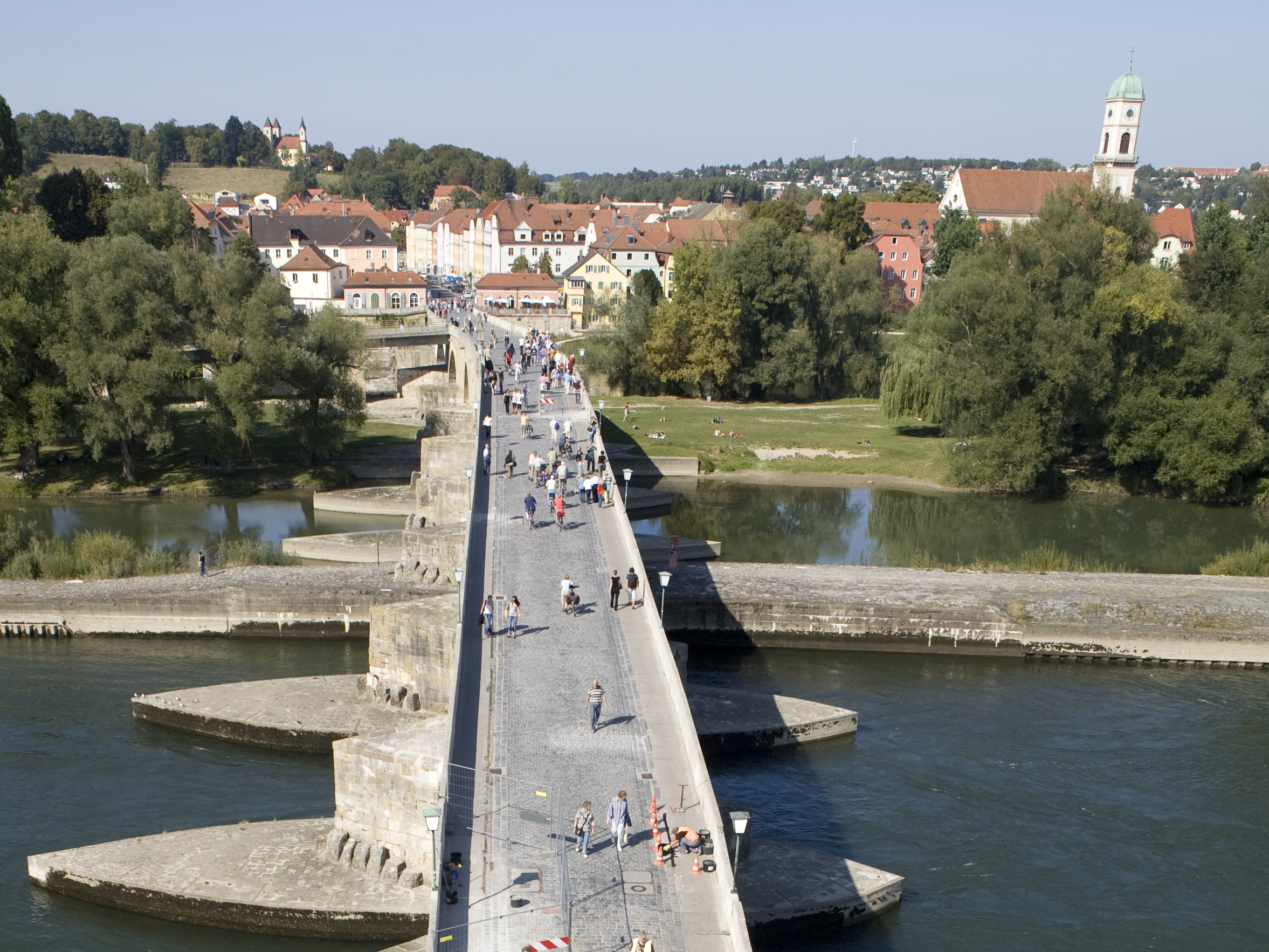
Blick über die Steinerne Brücke nach Stadtamhof

Stadtamhof ist der Stadtbezirk 02 von Regensburg. Die bis dahin eigenständige, herzoglich- bzw. kurfürstlich-bayerische Stadt am Nordufer der Donau wurde am 1. April 1924 nach Regensburg eingemeindet. Seit dem 13. Juli 2006 gehören der ehemals von Regensburg unabhängige Vorort Stadtamhof und die Altstadt von Regensburg gemeinsam  zum UNESCO-Welterbe  unter der Bezeichnung Altstadt von Regensburg mit Stadtamhof.

## Geographie

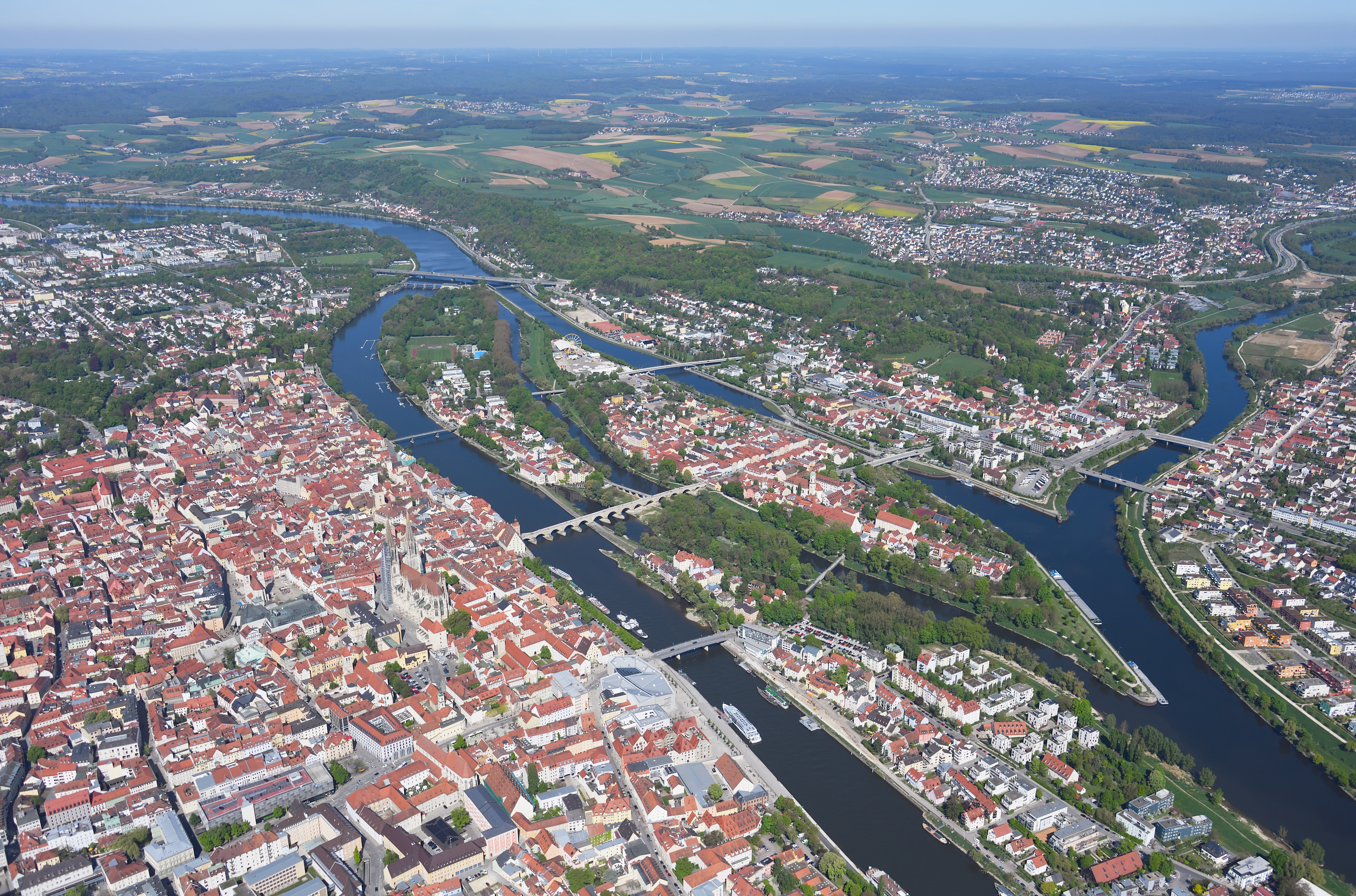
Stadtamhof und der Obere Wöhrd von Südosten aus der Luft gesehen

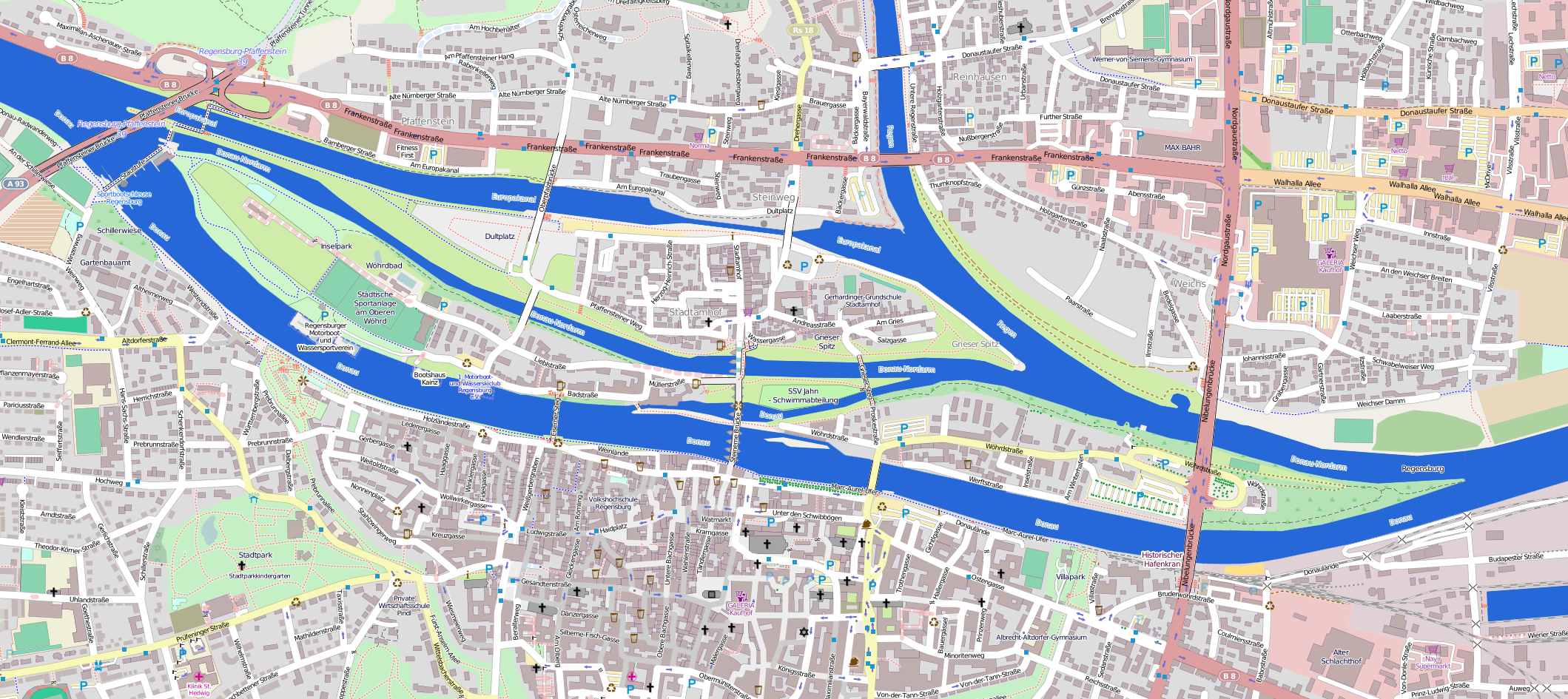
Stadtamhof mit Kanal, beiden Donauarmen, Regen und Grieser Spitz

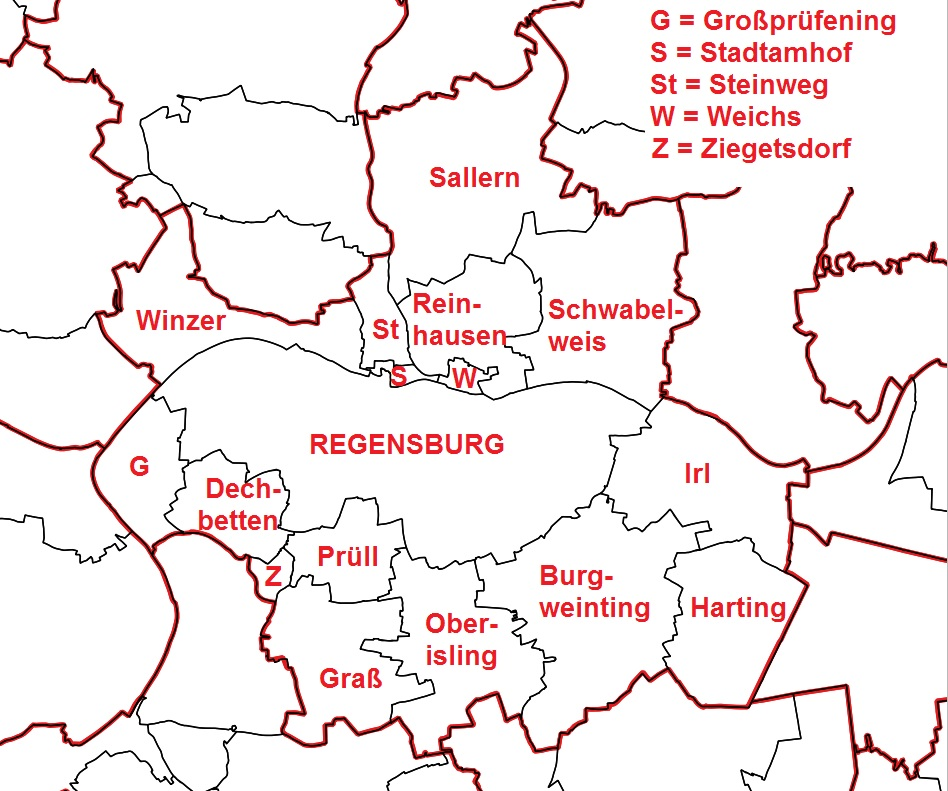
Regensburg Gemarkungen
Regensburg Stadtbezirke

Mit einer Fläche von 0,66 km² ist Stadtamhof der kleinste der 18 Stadtbezirke von Regensburg, sowie auch die kleinste Gemarkung im Stadtgebiet. Die ehemalige bayerische Kleinstadt Stadtamhof wurde am 1. April 1924 in die Stadt Regensburg eingemeindet, blieb aber bis Oktober 1929 Sitz des Bezirksamtes Stadtamhof. Das Restgebiet des ehemaligen Bezirksamtes Stadtamhof ohne die Kleinstadt Stadtamhof wurde dann dem Bezirksamt Regensburg zugeordnet, das 1939 zum Landkreis Regensburg umbenannt wurde.
Die einzige direkte Straßenverbindung zwischen dem Stadtbezirk Stadtamhof und der Regensburger Altstadt ist die Steinerne Brücke, die seit ihrer Sanierung 2010 nicht mehr von Kraftfahrzeugen benutzt werden darf. Die Brücke überquert beide Arme der Donau und darf nur noch von Fußgängern und Radfahrern genutzt werden. Die Brücke bietet  Abgangsmöglichkeiten für Fußgänger und Fahrräder   auf die Donauinsel Oberer Wöhrd und nach Unterschreitung der Brücke auch zum Unteren Wöhrd. Nördlich der Donau endet die Steinerne Brücke auf Höhe des Katharinenspitals am St. Katharinenplatz. Dieser Platz war bis 1809 der Standort des Schwarzen Turms, dem ehemaligen Nordturm der Regensburger Stadtbefestigungsanlagen, der 1809 im Verlauf der Schlacht bei Regensburg zerstört wurde.
In Fortsetzung der Steinernen Brücke verläuft die breite, gelegentlich als Marktplatz genutzte Hauptstraße des Stadtteils Stadtamhof 200 m weit nach Norden und endet mit einem Pylonentor an der Straße, die nach der hier ehemals verlaufenden Flutmulde der Donau Am Protzenweiher benannt ist. Hier nördlich von Stadtamhof verläuft seit 1978 in der ehemaligen Flutmulde der Donau der zum Projekt Main-Donau-Kanal gehörende Regensburger Europakanal. Seit Fertigstellung des Europakanals (Bauzeit 1972 bis 1978) ist Stadtamhof vom nördlich anschließenden Stadtbezirk Steinweg durch den Kanal abgetrennt und damit gleichsam eine Insel, die manchmal auch als solche bezeichnet wird. Die Einwohner von Regensburg dagegen zählen Stadtamhof im Allgemeinen nicht zu den Donauinseln.

### Die RandsiedlungGriesund der Grieser Steg
Das Gebiet von Stadtamhof erstreckt sich von Stromkilometer 2381,22 (Abzweigung des Europakanals vom Hauptstrom der Donau) bis Stromkilometer 2379,24. Unmittelbar südlich (orographisch rechts) von Stadtamhof liegt die Insel Oberer Wöhrd und weiter flussabwärts der Steinernen Brücke die Insel Unterer Wöhrd. Beide Inseln sind von Stadtamhof nur durch den 50 m breiten Donau-Nordarm getrennt. Am östlichen Ende der Insel Stadtamhof münden Europakanal und Donau-Nordarm gemeinsam in den Fluss Regen und bilden dabei eine große, grasbewachsene, nach Osten spitz zulaufende Freifläche, die früher nach dem benachbarten Kloster St. Mang als Mangwiesen bezeichnet wurde und heute Grieser Spitz genannt wird. Die Bezeichnung stammt von der dort endenden Gasse mit dem Namen Am Gries, was soviel heißt wie Am flachen sandigen Ufer. Die Bezeichnung hat sich auf die dortige Randsiedlung von Stadtamhof mit ihrem idyllischen Ensemble von Häusern ausgeweitet.
Diese Randsiedlung kann auch vom Unteren Wöhrd und damit auch von der Altstadt Regensburg aus erreicht werden. Dafür nutzt man Richtung Norden zunächst die Eiserne Brücke über den Donau-Südarm und anschließend den sog. Grieser Steg über den Donau-Nordarm. Der Steg ist eine alte Behelfsbrücke für Fußgänger und Radfahrer, die bereits 1920 erstmals geplant, damals aber nicht gebaut wurde. Erst als nach Ende des 2. Weltkrieges wegen der zerstörten großen Donaubrücken eine Behelfsbrücke zur Querung der Donau dringend benötigt wurde, ließ die US-Militärverwaltung einen Steg für Fußgänger und Fahrräder als Holzkonstruktion auf Eisenträgern (Firma Riepl), planen, der am 9. Mai 1946 fertig gestellt und am 17. Mai mit einem Richtfest eingeweiht wurde. Bereits im Winter 1946/47 wurde der Steg durch Eisstoß schwer beschädigt und musste wieder abgebaut werden. Noch im gleichen Jahr erfolgte ein Neubau auf massiven Betonpfeilern und unter Verwendung von LZ-Brücken-Bauelementen aus alten Beständen der Wehrmacht, die auch beim Bau des Eisernen Stegs über den Donau-Südarm genutzt wurden, der zur gleichen Zeit im Bau war und den Oberen Wöhrd an die Altstand anbinden sollte. Der Grieser Steg wurde am 17. Dezember 1947 freigegeben, hat bis 2021 seinen Zweck erfüllt und hat dabei selbst den Status eines Denkmals erlangt.
Mit seinen inzwischen über 800 Liebesschlössern ist der Steg seit 2000 bei Jugendlichen auch als Absprungort für Sprünge in den Nordarm der Donau sehr beliebt. Deshalb erregte es Aufsehen, als 2021 von der Stadt Regensburg bekannt gemacht wurde, dass ab 2024/5 ein Neubau des Stegs erfolgen muss, wobei folgende Kriterien beachtet werden müssen: Naturschutz, Denkmalpflege, Stadtbild, Verkehrssicherheit und Hochwasserschutz. Daraus ergibt sich, dass der neue Steg mit 6,50 m fast 3 m breiter sein wird als der jetzige Steg, um auch die Passage der Feuerwehr zu ermöglichen. Außerdem muss der Steg um 0,5 m höher verlaufen, um den schnellen Abfluss bei Hochwasser zu gewährleisten. Damit ergeben sich Schwierigkeiten beim Anschluss der neuen Brücke an die bestehenden Straßen, zumal auch die nicht gewünschte Nutzung der Brücke durch private Fahrzeuge verhindert werden muss, ohne die Nutzung durch Fahrradfahrer zu beeinträchtigen. Widerspruch gab es bisher hinsichtlich der Verbreiterung, wobei eine neu Breite von 4 m für ausreichend eingeschätzt wurde.

## Geschichte

Ansicht von Süden um 1700, Kupferstich von Michael Wening

### Frühe Geschichte
Archäologische Zeugnisse zur älteren Geschichte von Stadtamhof liegen nicht vor. Nur bei Ausgrabungen am Standort des ehemaligen Schwarzen Turms stieß man auf eine Pflasterung aus dem 10./11. Jahrhundert. Die älteste Urkunde nennt 981 ein Landgut Scierstadt „im Nordgau im Bereich der Vorstadt Regensburg“. Ein ursprünglicher Siedlungskern für die heute Stadtamhof genannte Ortschaft wird erstmals 1050 urkundlich erwähnt.
Für die Mitte des 11. Jahrhunderts ist die Existenz einer dem Heiligen Magnus zugeschriebenen Magnus-Kirche am nördlichen Ufer der Donau gesichert. Im Jahr 1138 wird das Stift St. Mang nach den Regeln der Augustiner-Chorherren von St. Maria in Porto Fuori bei Ravenna gegründet. Die Stiftung wurden mit Besitzungen des Gründers, des Regensburger Kanonikers„Gebhard“ ausgestattet, darunter auch die später Mangwiesen genannten Wiesen am Zusammenfluss von Donau und Regen. Stiftung und Gebäude wurde 1139 durch Papst Innozenz II. unter päpstlichen Schutz gestellt und entwickelten sich zu einem vielbesuchten Wallfahrtsort.
Es sind mehrere zeitgenössische Namensbezeichnungen überliefert, wie z. B. „Stat am Hoff bey Regensburg“ oder nur „Vorstadt“. Im 12. Jahrhundert erhob der römisch-deutsche König Konrad III. den Ort zur Marktgemeinde, um 1250 kam er unter die Oberhoheit der Wittelsbacher.
Während Regensburg Freie Reichsstadt wurde, blieb Stat am Hoff ununterbrochen im Herzogtum bzw. Kurfürstentum Bayern. 1322 erließ Kaiser Ludwig der Bayer den Bewohnern für ein Jahr alle Steuern, damit der Ort erstmals mit einer Stadtmauer befestigt werden konnte. Die Maßnahme richtete sich auch gegen die Freie Reichsstadt Regensburg, denn da der Ort am strategisch wichtigen nördlichen Ende der Steinernen Brücke liegt, gab es seitens der Stadt Regensburg seit jeher Versuche, den Vorort einzuverleiben. Schon 50 Jahre später ließ Regensburg im Städtekrieg 1387–1389 Stadtamhof völlig zerstören, um die Festsetzung von potentiellen Feinden zu verhindern. Von 1409 bis 1486 war der Markt an Regensburg verpfändet. In diese Zeit fielen weitere Abbruchmaßnahme im Bereich des Katharinenspitals, denn dort sollte in Vorbereitung auf erwartete Angriffe der Hussiten der nördliche Wehrturm der Steinernen Brücke mit Mauer und Graben umgeben und zu einem schwer einnehmbaren Brückenkopf ausgebaut werden.
1496 erfolgte die Erhebung von Stadtamhof zur Stadt durch den Bayernherzog Albrecht IV. Das Wappen der Stadt stellte drei Schlüssel dar.

### 17. Jahrhundert
Im Dreißigjährigen Krieg eroberten schwedische Truppen im November 1633 die Stadt Regensburg und auch Stadtamhof. In Erwartung eines Angriffs kaiserlicher Truppen zur Rückeroberung von Regensburg von Norden aus Böhmen wurde Stadtamhof von den Schweden zu einer vorgelagerten Verteidigungsanlage der Steinernen Brücke ausgebaut, mit dem nördlichen Wehrturm, dem sog. schwarzen Turm, als dem Abwehrzentrum. Dafür wurden fast alle Wohnhäuser und sogar Kirche und Klostergebäude von St. Mang abgebrochen, um dort Vorwerke, Gräben und Wälle errichten zu können. Erhalten blieben nur das Katharinenspital, 5 Häuser und 2 Mühlen. Tatsächlich konnte die Steinerne Brücke von den Schweden während der Kämpfe um Regensburg 6 Monate lang gegen eine große Übermacht gehalten werden und wurde erst durch einen Überraschungsangriff von Westen her über die Donauinsel Oberer Wöhrd von bayerisch-kaiserlichen Truppen erobert. Damit war auch die Stadt Regensburg nicht mehr zu verteidigen, zumal den Schweden das Pulver ausging, weil von der Brücke aus auch die auf der Donau betriebenen Pulvermühlen beschossen werden konnten.
Bald nach Ende des Dreißigjährigen Krieges begannen 1650 die Franziskaner-Reformaten im Westen von Stadtamhof am heutigen Franziskanerplatz mit dem Bau des Franziskanerklosters St. Kassian, dessen Kirche nach 1802 abgerissen wurde, während die Klostergebäude nach Umbau weiter genutzt wurden.

### 18. Jahrhundert
Anfang des 18. Jahrhunderts wütete die Pest in der Stadt, die damals etwa 1500 Einwohner hatte.
Im Spanischen Erbfolgekrieg (1701–1714) verweigerte der bayerische Kurfürst Maximilian II. Emanuel dem Kaiser Joseph I. (HRR) die Gefolgschaft. Er hatte sich auf die französische Seite geschlagen und agierte als Verbündeter des französischen Königs Ludwig XIV. Drohend sammelte er seine Truppen nördlich der Donau bei Stadtamhof und nahm sein Hauptquartier im Schloss Weichs. Im April 1703 erpresste er von der über die Steinerne Brücke leicht erreichbaren kaiserlichen Stadt Regensburg ein Neutralitätsabkommen und die kampflose Herausgabe der Stadtschlüssel, die der bayerische General Alessandro Maffei in Empfang nahm.
Vor den Toren von Regensburg ließ Max Emanuel das bayerische Stadtamhof mit Wällen und Palisaden befestigen. Die unklare Situation eskalierte, als sich im August 1704 ein starkes kaiserliches Heer unter Befehl von Feldmarschall Ludwig von Herbeville von Norden her näherte und am 10. August damit begann, Geschütze auf dem Dreifaltigkeitsberg und bei der Brücke über den Regen nach Reinhausen aufzustellen. Der bayerische Kurfürst Maximilian fühlte sich bedroht. Als er erkannte, dass er militärisch unterlegen war, besetzte er handstreichartig mit seinen Truppen die Stadt Regensburg und ließ die städtische Bürgerwehr vorsorglich entwaffnen. Max Emanuel weigerte sich aber, sich den kaiserlichen Truppen zu ergeben. Als auch die Bewohner von Stadtamhof sich nicht kampflos ergeben wollten, begann am Abend des 11. August eine Beschießung von Stadtamhof. Am folgenden Tag wurde Stadtamhof von den kaiserlichen Truppen an drei Stellen erstürmt,
- hinter dem Franziskloster[Anm. 2]
- beim Kloster St. Mang und
- am östlichen Ende der Insel Stadtamhof Am Gries

Die Angriffe waren erfolgreich und es kam zu nächtliche Plünderungen durch die Eroberer und zu Bränden. Außerdem musste Stadtamhof 2000 Gulden Lösegeld zahlen und 600 Husaren verpflegen. Als die Besatzung kein Ende nahm, baten Ratsmitglieder der Stadt beim Kaiser in Wien um Nachsicht und hatten Erfolg. Ein kaiserlicher Befehl an Herbeville beendete die Besatzung.
Erst Jahrzehnte später wurde 1862 den 12 Bürgern, die bei den Kämpfen ums Leben kamen eine Gedenktafel gesetzt am Haus An der Schierstadt Nr 3.
Als der bayerische Kurfürst Maximilian II. Emanuel 1715 nach Ende des Spanischen Erbfolgekrieges wieder in seine Ämter eingesetzt wurde, wurden im Zuge einer administrativen Neuordnung Schwabelweis, Tegernheim, Roith, Schönberg, Adlmannstein und Altenthann dem Landgericht Stadtamhof zugeordnet.

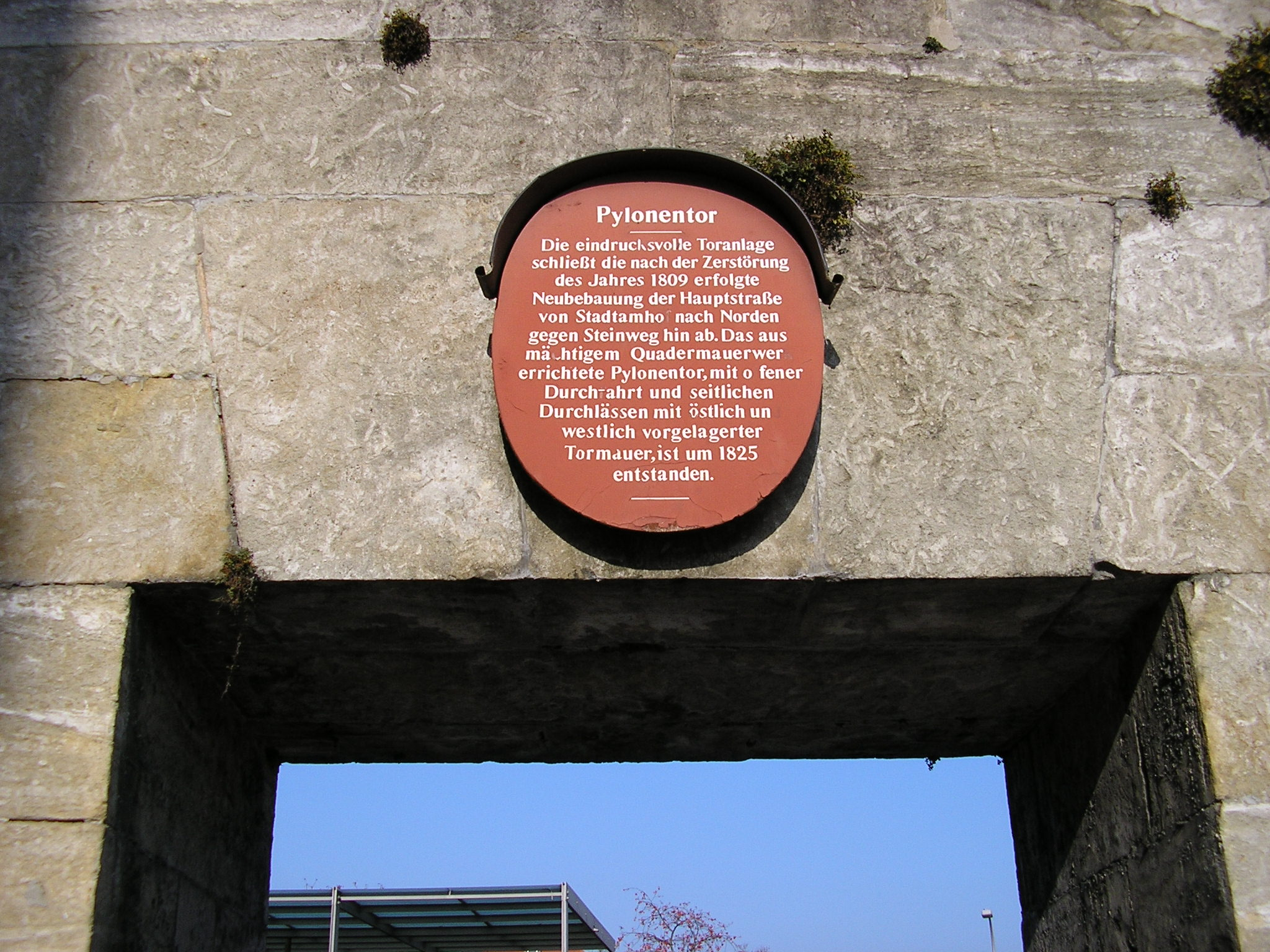
Pylonentor
Infotafel für Touristen

### 19. Jahrhundert

#### Das Jahr 1809
Im frühen 19. Jahrhundert wurde die jetzige Bezeichnung Stadtamhof geläufig.
Im Verlauf des Fünften Koalitionskriegs wurde Stadtamhof erneut Schauplatz von Kampfhandlungen. Österreichische Truppen griffen am 10. April u. a. das Königreich Bayern an, das damals im Rheinbund mit Napoleon verbündet war. Am 19. April erreichten die österreichische Truppen von Norden kommend Stadtamhof. Dort war auf dem Dreifaltigkeitsberg das 65e régiment d’infanterie zur Sicherung von Regensburg stationiert, das mit 12 Kompanien zu je 200 Mann zur Armee von Marschalls Davout gehörte. Diese französischen Truppen mussten nun der österreichischen Übermacht weichen und zogen sich ins Stadtgebiet von Stadtamhof zurück, wo sie durch das Nordtor von Stadtamhof provisorisch geschützt waren. Es kam zur Beschießung des Tores durch österreichische Artillerie, die auf den Winzerer Höhen stationiert war, und nach schweren Häuserkämpfen musste sich das österreichische Korps Kolowrat am gleichen Tag wieder zurückziehen. Tags darauf, als die österreichischen Angreifer weitere Verstärkung bekamen, ergaben sich die französischen Truppen und der örtliche Befehlshaber Colonel Coutard übergab sowohl Stadtamhof als auch Regensburg an die Österreicher.
Nachdem die Truppen von Erzherzog Carl u. a. bei Eggmühl (22. April) schwere Verluste und eine entscheidende Niederlage hinnehmen mussten, zogen sie sich nach Regensburg zurück. Dort entbrannte am Tag darauf die sogenannte Schlacht bei Regensburg. Im Laufe des 23. Aprils erstürmten französischen Truppen Regensburg und versuchten das geschwächte österreichische Heer, das über die Steinerne Brücke die Donau überqueren und nach Stadtamhof flüchten wollte, zu stellen. Um dies zu verhindern, schoss die Österreichische Artillerie von den Winzerer Höhen mit Granaten und Pechkränzen Stadtamhof systematisch in Brand und zerstörte die Stadt dadurch fast vollständig. In den darauf folgenden Jahren wurde Stadtamhof mit dem heutigen Erscheinungsbild wieder aufgebaut.
Als untere Verwaltungs- und Justizbehörde war bereits 1803 ein „Landgericht älterer Ordnung“ 1803 im Zuge der Säkularisation in Bayern aus den Ämtern Stadtamhof, Pfatter mit Haidau, den Pflegämtern Sallern und Zeitlarn sowie der Klosterherrschaft Prüfening gebildet. Das Landgericht Stadtamhof gehörte zum Regenkreis, der 1837 in Kreis Oberpfalz und Regensburg umbenannt wurde, und war 1862 Keimzelle für das Bezirksamt Stadtamhof.
Im April 2009 wurde im denkmalgeschützten Pylonentor als Gedenken an 1809 eine Inschrift angebracht, die vielfach kritisiert und daher 2022 wieder entfernt wurde.

#### Bahnanschlüsse

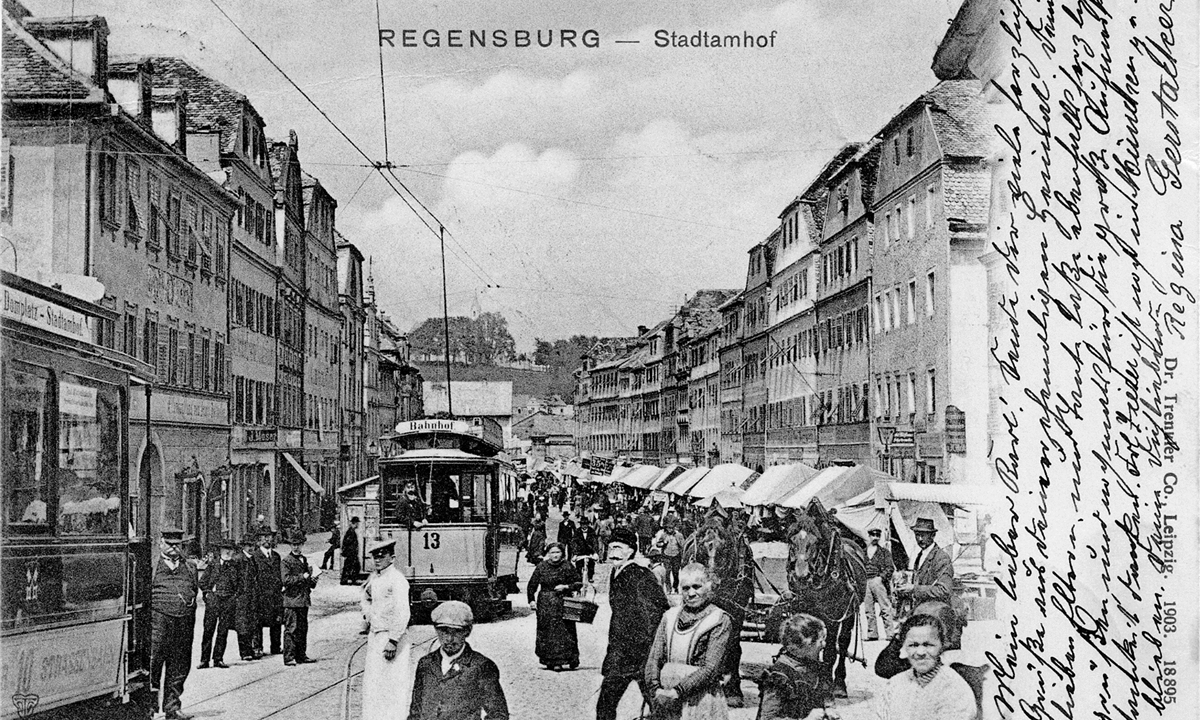
Stadtamhof um 1903 mit Straßenbahn

- Stadtamhof wurde 1889 Ausgangspunkt der Walhallabahn
- Stadtamhof wurde 1902 Endstation einer Linie der neuen Straßenbahn Regensburg

### 20. Jahrhundert

#### Eingemeindung
Stadtamhof wurde am 1. April 1924 nach Regensburg eingemeindet. Das Bezirksamt Stadtamhof bestand noch bis 1929.

#### Colosseum
Von März bis April 1945 befand sich in der ehemaligen Gastwirtschaft Colosseum ein Außenlager des KZ Flossenbürg.

## Sehenswürdigkeiten

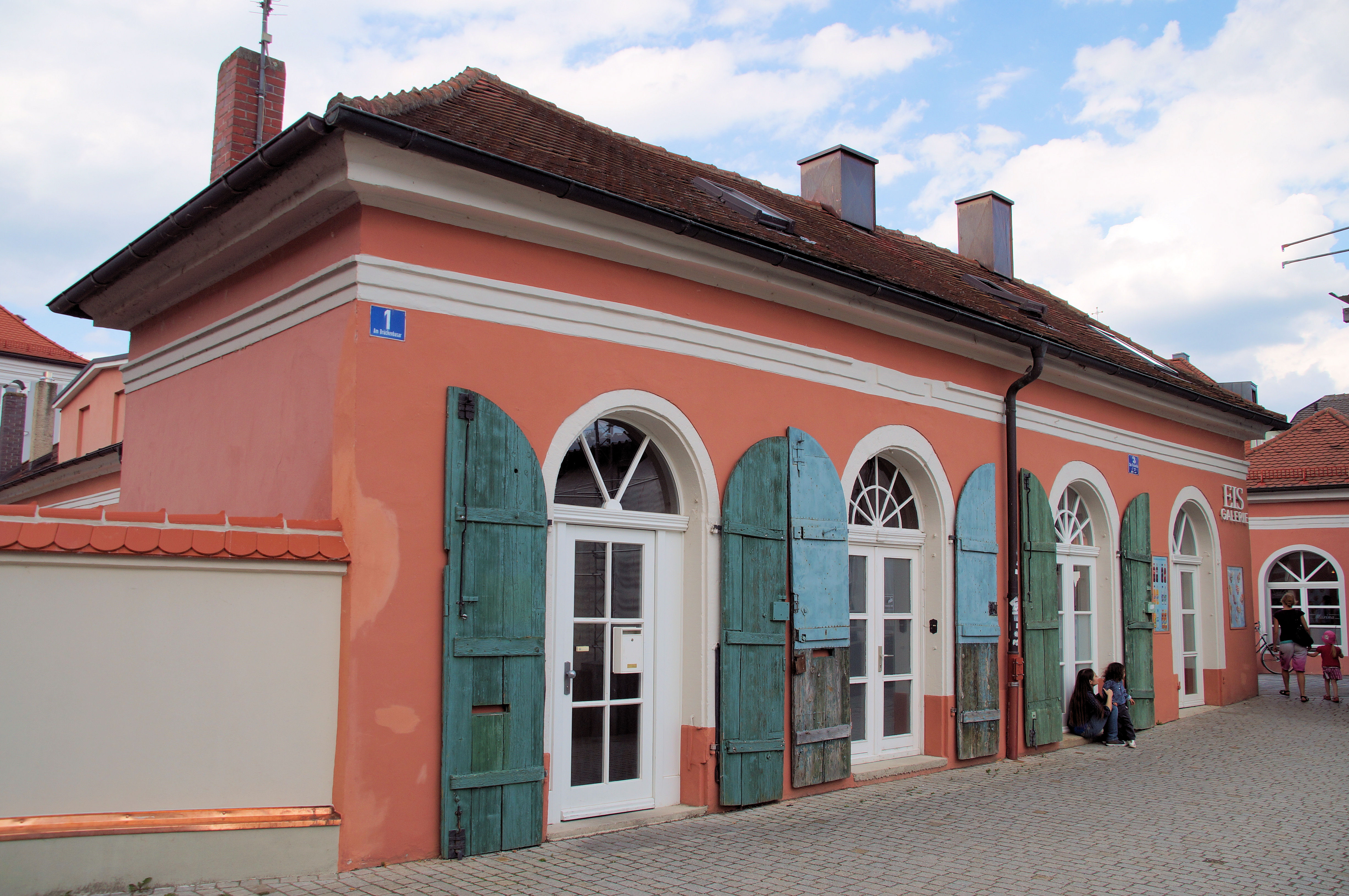
Brückenbasar Nr. 1–3 Stadtamhof

- Am nördlichen Ende der zentralen Markt- und Hauptstraße wurde anlässlich des Wiederaufbaus der 1809 zerstörten Stadt das ehemalige nördliche Stadttor neu im klassizistischen Stil errichtet. Es trägt den Namen Pylonentor und erinnert an einen ägyptischen Torbau (Pylon, Inschrift siehe oben).[23]
- Am südlichen Ende der zentralen Markt- und Hauptstraße entstanden nach 1810, nach dem kompletten Abbruch aller schwer beschädigten, ehemals dort befindlichen Stadtbefestigungsanlagen, mehrere biedermeierlich, bürgerlich anmutenden erdgeschossige sog. Basarbauten. Die neuen Bauten umschlossen ein rechteckiges Areal, den ehemaligen Stadtamhofer Brückenkopf, Standort des zerstörten Schwarzen Turms, dem dritten Torturm der Steinernen Brücke. Fast alle Basarbauten wurden nachträglich mehrfach verändert, jedoch blieb der Gesamteindruck des Bauensembles erhalten.[24]

- Kirchengebäude

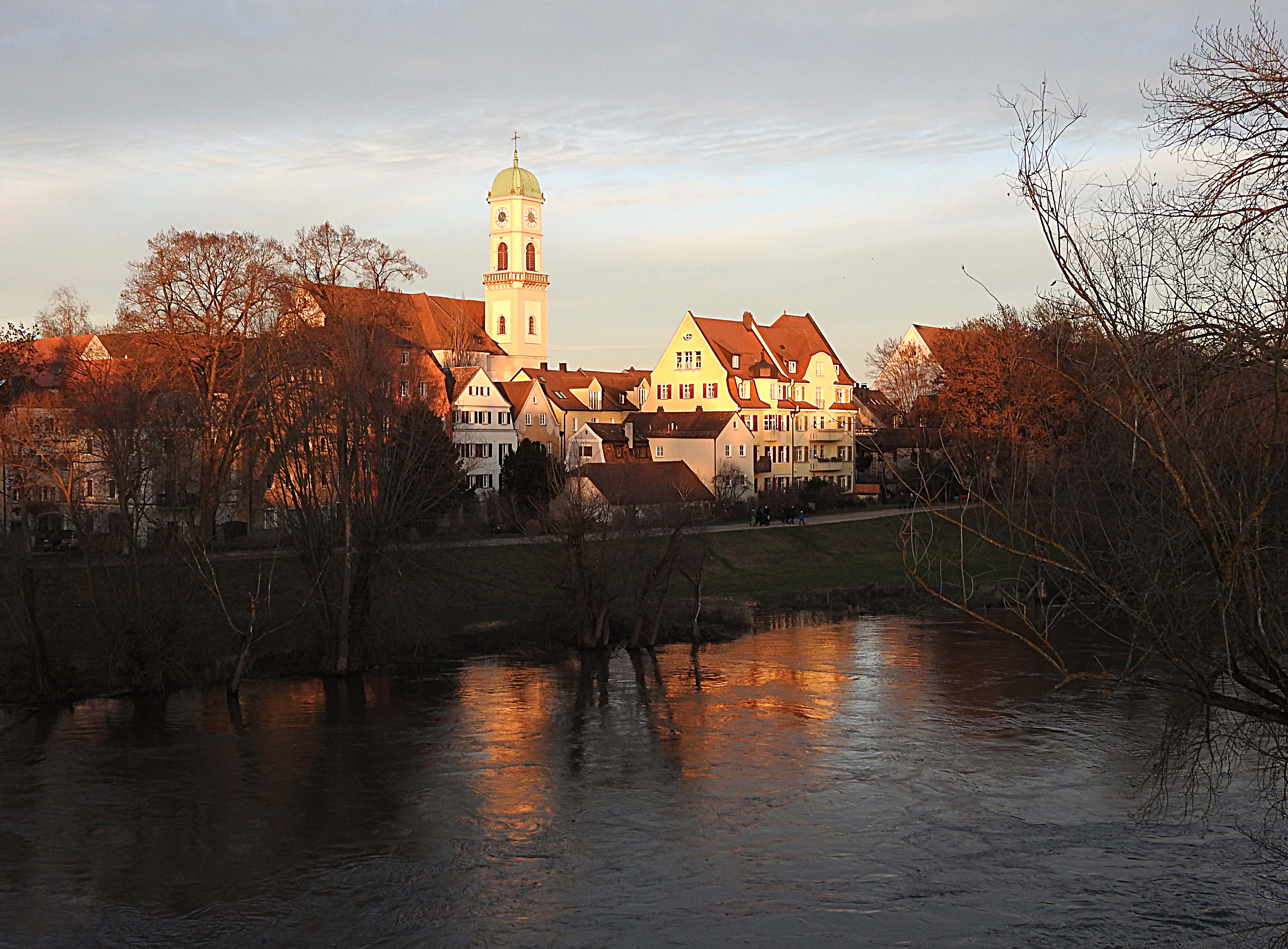
Stadtamhof mit St. Andreas und St. Mang an der Donau

  - Die Rokokokirche und ehemalige Stiftskirche St. Mang dient heute als Pfarrkirche von Stadtamhof. In den 1803 säkularisierten Stiftsgebäuden ist heute die Hochschule für Kirchenmusik untergebracht.
  - Die nach der Stadtamhofer Ordensfrau Karoline Gerhardinger benannte Gerhardinger-Schule befindet sich seit 1814 in dem Gebäude der Augustiner Chorfrauen.
  - Am Franziskanerplatz befanden sich das 1891 abgerissene Kloster Sankt Kassian und die dazugehörige Kirche, die 1911 abgerissen wurde
  - Herz-Jesu-Kloster der Augustinerchorfrauen
  - Das ehemalige Kloster St. Katharina wurde bereits 1316 aufgehoben, wohingegen das Katharinenspital mit der Spitalkirche und dem beliebten Biergarten noch heute existiert. Obwohl auf der Stadtamhofer Donauseite, gehörte das Spitalgelände zur Reichsstadt Regensburg.
- Fischlsäule, eine barocke Wegsäule (um 1720) an der Einmündung der Seifensiedergasse in die Andreasstraße. Stifter war der Schiffsmeister Johann Fischl, vor dessen Haus (Am Gries 15) die Säule bis 1922 stand.
- Der Andreasstadel ist ein 1597 errichteter, zweigeschossiger Salzstadel. Er ist das älteste erhaltene Profangebäude in Stadtamhof und diente dem bayerischen Salzhandel, der von der Reichsstadt Regensburg an der Steinernen Brücke durch Zollerhebung verteuert oder sogar behindert wurde. Heute beherbergt der Stadel private Wohnungen, Ateliers für Künstler, ein Restaurant und ein Programmkino.

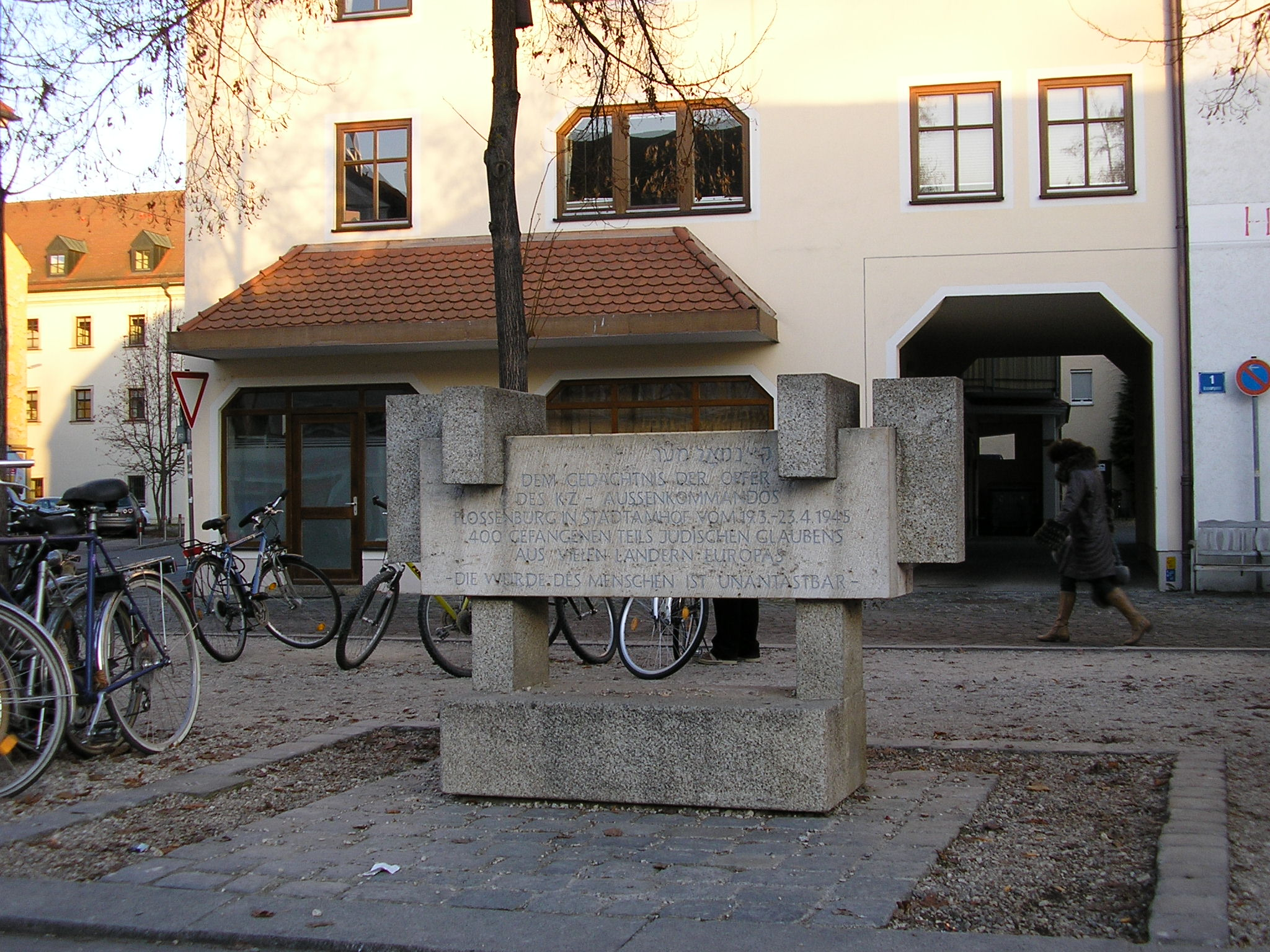
Gedenkstein Colosseum, 1994

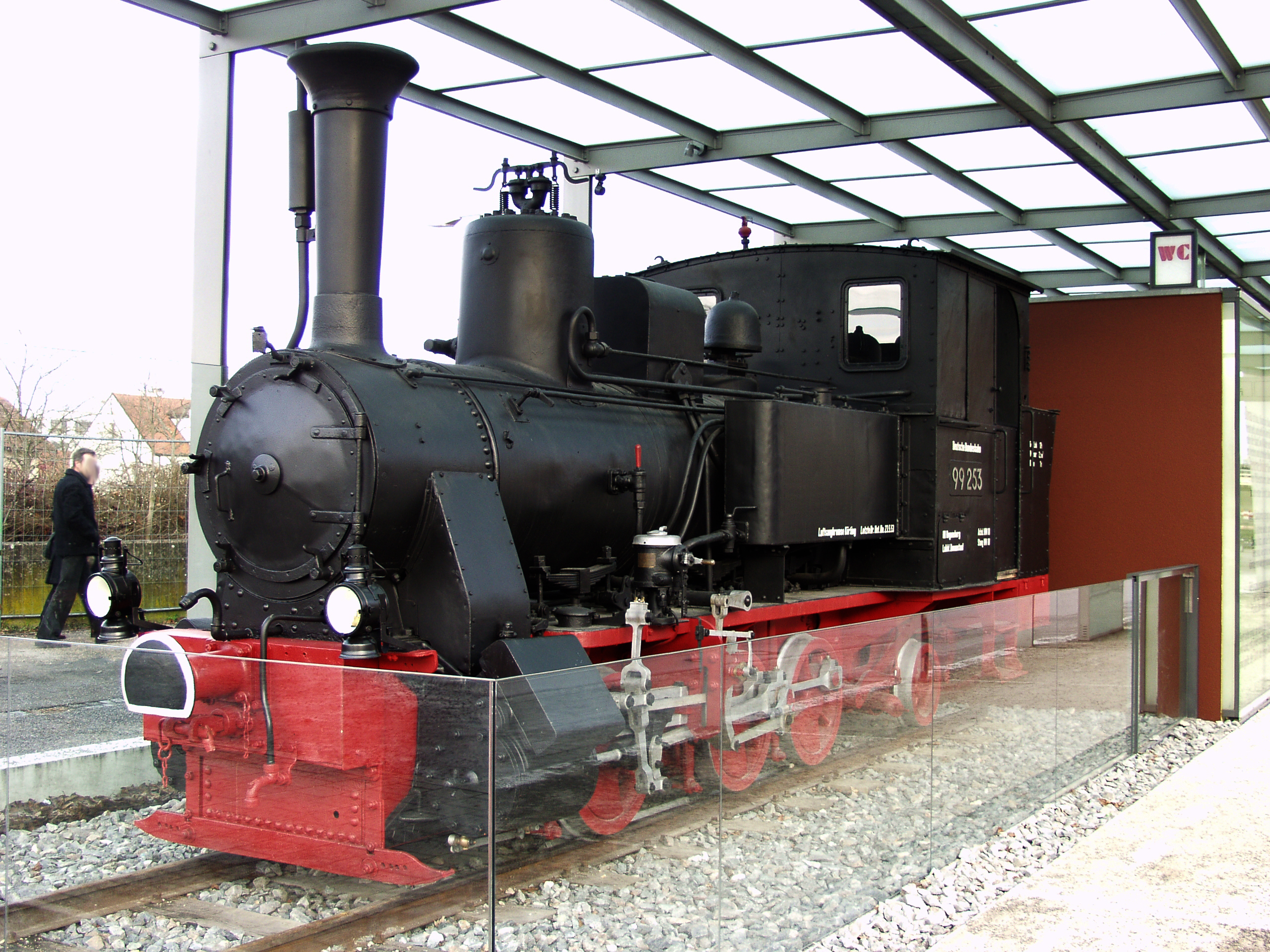
Schmalspur-Lok Walhalla-Bockerl am Stadl (Walhallabahn)

- Das Gebäude des ehemaligen Rathauses befindet sich in der Hauptstraße Nr. 7.
- Gedenkinschriften an das Konzentrationslager – Außenlager Colosseum in der gleichnamigen Gaststätte
- Vor dem Europakanal steht die Schmalspur-Lokomotive Walhalla-Bockerl der Walhallabahn, die bis 1968 nach Wörth an der Donau fuhr.
- Die Mälzerei Johann Nep. Herrmann

## Persönlichkeiten
- Jakob Schöpf (1665–1715), Kunstschreiner und Bildhauer
- Johann Peter Schiltenberger (1684–1759), Rechtswissenschaftler und Hochschullehrer
- Johann Konrad Brandenstein (1695–1757), Orgelbauer, hatte seine Werkstätte in Stadtamhof
- Johann Adam Schöpf (1702–1772), Maler
- Karolina Gerhardinger (1797–1879), Gründerin der Kongregation der Armen Schulschwestern von Unserer Lieben Frau
- Franz Xaver Zenger (1798–1871), Rechtswissenschaftler
- Aloys Mayr (1807–1890), Mathematiker und Hochschullehrer
- Anton Rietter (1808–1866), römisch-katholischer Geistlicher, Moraltheologe und Hochschullehrer
- Carl Kraus (1851–1918), Pflanzenzüchter, Pflanzenbauwissenschaftler und Hochschullehrer
- Hans Fischl (1864–1938), Altertumswissenschaftler und Gymnasiallehrer
- Anton Goß (1899–nach 1943), leitender Funktionär der NSDAP in Sachsen
- Werner Schrüfer (* 1957), römisch-katholischer Theologe